# 애퍼타우 프로덕션
애퍼타우 프로덕션 (Apatow Productions)는 1999년에 저드 애퍼타우 가 설립한 미국의 영화 와 시리즈를 제작 회사이다. 로스앤젤레스에 본사를 둔다.

## 필모그래피
- 2004 앵커맨 Anchorman: The Legend of Ron Burgundy
- 2005: 40살까지 못해본 남자 The 40 Year Old Virgin
- 2006 텔라데가 나이트 : 리키 바비의 발라드 Talladega Nights: The Ballad of Ricky Bobby
- 2007 사고친 후에 Knocked Up
- 2007 슈퍼배드 Superbad
- 2008 사랑이 어떻게 변하니? Forgetting Sarah Marshall
- 2008 스텝 브라더스 Step Brothers
- 2008 파인애플 익스프레스 Pineapple Express
- 2009 서기 1년 Year One
- 2009 퍼니 피플 Funny People
- 2010 컴 백 록스타 Get Him to the Greek
- 2011 내 여자친구의 결혼식 Bridesmaids
- 2012 원더러스트 Wanderlust
- 2012 5년째 약혼중 The Five-Year Engagement
- 2012 디스 이즈 40 This Is 40
- 2013 앵커맨 2: 전설은 계속된다 Anchorman 2: The Legend Continues
- 2014 비긴 어게인 Begin Again
- 2015 나를 미치게 하는 여자 Trainwreck
- 2016 팝스타: 네버 스탑 네버 스토핑 Popstar: Never Stop Never Stopping
- 2017 빅 식 The Big Sick